# Praia Gonçalo
Praia Gonçalo (crioll capverdià Praia Gonsalu) és una vila al nord-est de l'illa de Maio a l'arxipèlag de Cap Verd. Està situada 184 kilòmetres al nord-oest de Vila do Maio.